# خانه اپرای سلطنتی (بمبئی)
خانه اپرای سلطنتی، که بیشتر به عنوان خانه اپرا در بمبئی (بمبئی سابق) شناخته می شود، تنها خانه اپرای هند است که باقی مانده است و فعال است.
این مکان در جاده چارنی، در نزدیکی ساحل گیرگاوم چوپاتی، با صفت «سلطنتی» و پیشوند «خانه اوپرا» قرار گرفته است تا منعکس کننده این واقعیت باشد که سنگ بنای آن در زمان حکومت بریتانیا بر هند در سال ۱۹۰۸ باشد، این مکان به دستور پادشاه جرج پنجم ساخته و در سال ۱۹۱۱ افتتاح شد.